# Collège de la Retraite
Le collège de la Retraite est un établissement bilingue d'enseignement secondaire camerounais dirigé par des religieux situé sur l'avenue Konrad Adenauer à Yaoundé, capitale du Cameroun.
Fondé en 1950 par les Sœurs du Saint-Esprit sous l’appellation de collège du Saint-Esprit, il n'accueillait que les jeunes filles. En 1960, le Cameroun accueille les sœurs de la Retraite qui ont été fortement initiées dans le domaine de l'enseignement, le collège du Saint-Esprit est alors dirigé par les Sœurs de la Retraite, à cet effet il change de nom pour porter le nom qu'il a aujourd'hui à savoir le collège de la Retraite.
Le collège de la Retraite a l'un des plus forts taux de réussite au baccalauréat du Cameroun, il figure régulièrement dans le peloton de tête du palmarès annuel des lycées et collèges établi par l'office du baccalauréat du Cameroun (OBC),,, il figure aussi en tête du panthéon national des bonnes mentions à l'examen du baccalauréat établi pour la dernière fois en février 2015.

## Histoire
Le collège de la Retraite a été fondé en 1950 par les Sœurs du Saint-Esprit sous l’appellation de collège du Saint-Esprit, à ce moment-là il n'accueillait que les filles et toutes étaient logées au sein d'un internat. En 1960, le Cameroun accueille les Sœurs de la Retraite qui ont été fortement initiées dans le domaine de l'enseignement, le collège du Saint-Esprit est désormais dirigé par les Sœurs de la Retraite, à cet effet il change de nom pour porter le nom qu'il a aujourd'hui à savoir le collège de la Retraite. À partir de cette année-là le collège de la Retraite devient mixte.
De l'année 1950 à l'année 2000, le collège de la Retraite s'oriente beaucoup plus vers les séries littéraires et économiques. Dès l’année 2000 avec le départ des sœurs et la direction occupée par les Camerounais à travers l'archidiocèse de Yaoundé, le collège de la Retraite ouvre un cycle scientifique, il devient dès lors un établissement camerounais à cycles complets.

## Direction
- M. Clément Mathieu Belinga (1977-1991)
- M. Armand Messi Essam (1991-1998)
- Mme Marie-Hélène Mbarga (1998-2006)
- Rev. Sr Joséphine Julie Ntsama (2006-2011)
- Rev. Père Abraham Ndongo Minkala (2011-2014)

- Rev. Père  Clément Nkodo Manga (depuis 2014)

## Quelques chiffres

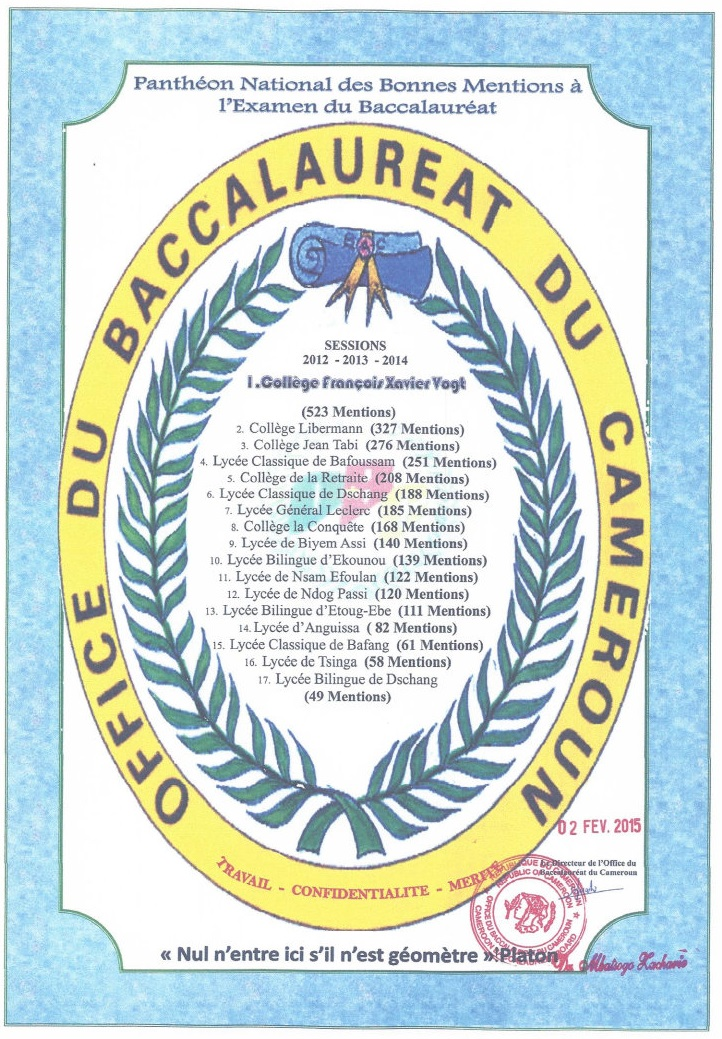
Panthéon national des bonnes mentions à l'examen du baccalauréat.

Depuis sa création, le collège de la Retraite figure dans le peloton de tête du palmarès de l'office du bac,,, le pire rang occupée étant la quatorzième place en 2006.
Il présente chaque année environ 900 candidats aux examens officiels dirigés par l'OBC et se trouve être régulièrement l’école présentant le plus grand nombre de candidats dans les 15 premiers du classement.
C'est pour cette raison que les épreuves de cet établissement sont très sollicités par les élèves en classe d'examen.

## Anciens élèves
- Jacques Fame Ndongo, ministre de l'enseignement  supérieur[8].
- Franck Biya, fils de l'actuel Président de la republique du Cameroun Paul Biya[9].
- Pit baccardi, rappeur et producteur français d'origine camerounaise.
- Ntonga Gabriel Charly, secrétaire des Affaires étrangères à l'ambassade du Cameroun en république populaire de chine (Pékin), précédemment en service dans l'Administration centrale[10].
- Mohamed Moustapha plus connu sous le nom de Mamane, célèbre humoriste nigérien chroniqueur à RFI[11].
- Fernand Didier Manga, architecte camerounais directeur de publication de A2 Africa&Architettura, revue mensuelle d’architecture et urbanisme africaines en Italie. Consultant au Centre Inter-universitaire pour la recherche didactique et la formation avancée de Venise.